# Fimbristylis adjuncta
Fimbristylis adjuncta är en halvgräsart som beskrevs av Stanley Thatcher Blake. Fimbristylis adjuncta ingår i släktet Fimbristylis och familjen halvgräs. Inga underarter finns listade i Catalogue of Life.